# 元昌王后
元昌王后（げんしょうおうこう、원창왕후）は、高麗の太祖王建の祖母である。高麗建国後、王建は祖母を元昌王后に追封した。

## 人物
中国京兆郡出身の康叔の次男の67世の孫の康虎景の息子の康忠は、伊帝建と康宝育をもうける。康宝育は姪の徳周を娶り、康辰義をもうけ、康辰義と中国人とのあいだに生まれたのが王帝建である。王帝建の父は唐の皇族で、『編年通録』と『高麗史節要』では粛宗、『編年綱目』では宣宗である。王帝建は、父を探しに唐に行くため黄海を渡河していた途上、西海龍王の娘の龍女（後の元昌王后）と出会い、王帝建は、西海龍王の娘の龍女（後の元昌王后）の駙馬となる。『聖源録』によると、西海龍王の娘の龍女（後の元昌王后）というのは、中国平州出身の頭恩坫角干の娘である。そして王帝建と西海龍王の娘の龍女（後の元昌王后）のあいだに息子の王隆が生まれる。その王隆の息子が高麗の初代王王建である。

## 家族
- 父：西海龍王（中国平州出身の頭恩坫角干）
- 夫：王帝建
- 子：王隆
  - 孫：王建